# Desa Parakanlima (administrativ by i Indonesien, Jawa Barat, lat -7,00, long 106,83)
Desa Parakanlima är en administrativ by i Indonesien.   Den ligger i provinsen Jawa Barat, i den västra delen av landet, 90 km söder om huvudstaden Jakarta.